# 中國華星
中國華星集團有限公司，簡稱中國華星集團和中國華星（英語：China Sinostar Group Company Limited，港交所：0485、OTCBB：SLEIY
），前身為「升岡國際有限公司」和「實華發展有限公司」，1969年由劉錫康（已退任）創立，主要經營銷售及生產高檔消費性電子影音產品、各類家庭影音組合、模具鑄造、注塑、SMT、組裝等行業。主要品牌為「STARLITE」。
現主席為王晶。其股份自1988年4月12日，在香港交易所主板上市，總部位於香港仔大道232號城都工業大廈5樓，中國內地則位於中國廣東省廣州市番禺區石基鎮市蓮路(北)石基村段1號。主要銷售歐美國家。
還有旗下The Singing Machine Company持有51.86%股權。
2014年2月，中國房地產開發商遼寧實華購入升岡國際53.9%股權。。

## 連結
- Starlight.com.hk（页面存档备份，存于）